# Jean-Claude Dassier
Jean-Claude Dassier (Párizs, 1941. július 28. –) francia újságíró, labdarúgó. 2009-ben a szenegáli Pape Dioufot váltotta az Olympique de Marseille labdarúgócsapat élén, 2011-ig volt az elnök. Korábban a TF1 televízióadó hírigazgatója volt.